# Реакція Гелля — Фольгардта — Зелінського
Реакція Гелля — Фольгардта — Зелінського (англ. Hell — Volhardt — Zelinsky reaction) — іменна реакція в органічній хімії. Згідно з Карлом Магнусом фон Хеллем (1849–1926) (публікація 1881), Якоб Фольгард і Микола Дмитрович Зелінський описали цю реакцію.
Це хімічна реакція, суть якої складає перетворення
R–CH2–COOH → R–CHHlg–COOH
Систематична назва — гало-де-гідрогенування.
α-Галогенування карбонових кислот відбувається при дії галогену в присутності червоного фосфору.